# Chimica Oggi – Chemistry Today
Chimica Oggi – Chemistry Today (abgekürzt: Chim. Oggi – Chem. Today) ist eine zweimonatlich im Peer-Review-Verfahren bei Tekno Scienze erscheinende wissenschaftliche Fachzeitschrift. Sie erschien erstmals 1983 und behandelt Themen aus den Bereichen angewandte Chemie, Feinchemikalien und Biotechnologie.
Der Impact Factor der Zeitschrift lag 2022 bei 0,3. Chefredakteurin ist Carla Scesa.